# Фрументьевка
Фрументьевка (каз. Фрументьевка) — село в Теренкольском районе Павлодарской области Казахстана. Расположено в 170 км к северу от областного центра — Павлодара и в 55 км к северо-западу от районного центра — села Теренколь. Административный центр и единственный населённый пункт Коммунарского сельского округа. Код КАТО — 554855100.

## История
Село было основано в 1921 году переселенцами на урочище Барденшилик в бывшей Песчанской волости Павлодарского уезда и названо по фамилии Фрументьева, которому был нарезан земельный участок.
В 1929 году в селе возникла сельскохозяйственная коммуна «Красноармеец-отпусник», в 1931 году она влилась в колхоз «Коммунар», образованный в 1930 году. В 1950 году в колхоз «Коммунар» был также включён колхоз имени Ильича (село Воскресенка), в 1954 году часть земель в селе Воскресенка были переданы в совхоз «Плодородный».

## Население
В 1985 году в селе проживало 932 человек. В 1999 году население села составляло 852 человека (401 мужчина и 451 женщина). По данным переписи 2009 года в селе проживало 512 человек (244 мужчины и 268 женщин).